# 瀬戸内町
瀬戸内町（せとうちちょう）は、鹿児島県の奄美群島にある町。大島郡に属し、奄美大島の南端部とその沿岸に位置する加計呂麻島、請島などの離島からなる。町名の由来は大島海峡の別名「瀬戸内」に因む。

## 地理
奄美大島の最南西端の地域と加計呂麻島・与路島・請島などの有人島を町域とし、東西28.8km、南北27.8kmに亘る比較的広い地域を有する。

古仁屋（こにや）は最も人口の密集した中心部で、商業、飲食業等の第三次産業も盛んであり、古仁屋港が他の島や各集落への拠点となっている。
地形は古生層からなる標高300-400メートルの山地が多く、リアス式海岸を形成し急峻に落ち込んでいる個所や入り江が多い。
- 無人島: 江仁屋離島ほか
- 西端: 東経129度8分4秒
- 東端: 東経129度25分47秒
- 南端: 北緯27度59分52秒
- 北端: 北緯28度15分19秒

### 気候
| 古仁屋（1991年 - 2020年）の気候    | 古仁屋（1991年 - 2020年）の気候 | 古仁屋（1991年 - 2020年）の気候 | 古仁屋（1991年 - 2020年）の気候 | 古仁屋（1991年 - 2020年）の気候 | 古仁屋（1991年 - 2020年）の気候 | 古仁屋（1991年 - 2020年）の気候 | 古仁屋（1991年 - 2020年）の気候 | 古仁屋（1991年 - 2020年）の気候 | 古仁屋（1991年 - 2020年）の気候 | 古仁屋（1991年 - 2020年）の気候 | 古仁屋（1991年 - 2020年）の気候 | 古仁屋（1991年 - 2020年）の気候 | 古仁屋（1991年 - 2020年）の気候 |
| 月                                 | 1月                             | 2月                             | 3月                             | 4月                             | 5月                             | 6月                             | 7月                             | 8月                             | 9月                             | 10月                            | 11月                            | 12月                            | 年                              |
| ---------------------------------- | ------------------------------- | ------------------------------- | ------------------------------- | ------------------------------- | ------------------------------- | ------------------------------- | ------------------------------- | ------------------------------- | ------------------------------- | ------------------------------- | ------------------------------- | ------------------------------- | ------------------------------- |
| 最高気温記録 °C （°F）             | 26.4 (79.5)                     | 25.3 (77.5)                     | 26.7 (80.1)                     | 28.4 (83.1)                     | 30.1 (86.2)                     | 33.0 (91.4)                     | 34.1 (93.4)                     | 35.2 (95.4)                     | 33.7 (92.7)                     | 31.8 (89.2)                     | 30.0 (86)                       | 27.0 (80.6)                     | 35.2 (95.4)                     |
| 平均最高気温 °C （°F）             | 18.1 (64.6)                     | 18.5 (65.3)                     | 20.3 (68.5)                     | 22.7 (72.9)                     | 25.6 (78.1)                     | 28.3 (82.9)                     | 31.0 (87.8)                     | 31.3 (88.3)                     | 30.2 (86.4)                     | 27.4 (81.3)                     | 23.8 (74.8)                     | 20.0 (68)                       | 24.8 (76.6)                     |
| 日平均気温 °C （°F）               | 15.3 (59.5)                     | 15.6 (60.1)                     | 17.4 (63.3)                     | 19.9 (67.8)                     | 22.8 (73)                       | 25.8 (78.4)                     | 28.4 (83.1)                     | 28.5 (83.3)                     | 27.3 (81.1)                     | 24.4 (75.9)                     | 21.0 (69.8)                     | 17.2 (63)                       | 22.0 (71.6)                     |
| 平均最低気温 °C （°F）             | 12.5 (54.5)                     | 12.7 (54.9)                     | 14.5 (58.1)                     | 17.0 (62.6)                     | 20.2 (68.4)                     | 23.8 (74.8)                     | 26.3 (79.3)                     | 26.3 (79.3)                     | 24.9 (76.8)                     | 21.8 (71.2)                     | 18.3 (64.9)                     | 14.4 (57.9)                     | 19.4 (66.9)                     |
| 最低気温記録 °C （°F）             | 4.6 (40.3)                      | 5.7 (42.3)                      | 4.8 (40.6)                      | 9.2 (48.6)                      | 13.4 (56.1)                     | 16.7 (62.1)                     | 20.6 (69.1)                     | 21.4 (70.5)                     | 18.2 (64.8)                     | 14.7 (58.5)                     | 10.5 (50.9)                     | 6.4 (43.5)                      | 4.6 (40.3)                      |
| 降水量 mm （inch）                 | 123.4 (4.858)                   | 116.4 (4.583)                   | 170.3 (6.705)                   | 192.7 (7.587)                   | 237.7 (9.358)                   | 395.9 (15.587)                  | 180.0 (7.087)                   | 248.2 (9.772)                   | 273.4 (10.764)                  | 194.6 (7.661)                   | 133.1 (5.24)                    | 102.3 (4.028)                   | 2,375.2 (93.512)                |
| 平均降水日数 （≥1.0 mm）           | 12.4                            | 11.4                            | 13.4                            | 12.4                            | 13.2                            | 14.6                            | 10.3                            | 13.4                            | 13.5                            | 10.7                            | 9.3                             | 11.1                            | 146.5                           |
| 平均月間日照時間                   | 83.0                            | 79.6                            | 104.1                           | 118.6                           | 124.4                           | 98.1                            | 186.3                           | 186.3                           | 152.4                           | 147.7                           | 121.9                           | 93.8                            | 1,492.8                         |
| 出典1：Japan Meteorological Agency |                                 |                                 |                                 |                                 |                                 |                                 |                                 |                                 |                                 |                                 |                                 |                                 |                                 |
| 出典2：気象庁                      |                                 |                                 |                                 |                                 |                                 |                                 |                                 |                                 |                                 |                                 |                                 |                                 |                                 |

### 隣接市町村
- 奄美市
- 大島郡宇検村

### 地名
町制施行60周年記念要覧に基づく。
旧古仁屋町
- 阿木名（あぎな）
- 阿鉄（あてつ）
- 網野子（あみのこ）
- 伊須（いす）
- 勝浦（かちうら）
- 嘉鉄（かてつ）
- 嘉徳（かとく）
- 久根津（くねつ）
- 古仁屋（こにや）
  - 大湊（おおみなと）
  - 春日（かすが）
  - 瀬久井（せくい）
  - 高丘（たかおか）
  - 船津（ふなつ）
  - 松江（まつえ）
  - 宮前（みやまえ）
- 古仁屋瀬久井西(こにやせくいにし。2001年、旧古仁屋より分離)
- 古仁屋瀬久井東(こにやせくいひがし。2001年、旧古仁屋より分離)
- 小名瀬（こなせ）
- 須手（すで）
- 清水（せいすい）
- 節子（せっこ）
- 蘇刈（そかる）
- 手安（てあん）
- 油井（ゆい）

旧鎮西村（加計呂麻島）
- 秋徳（あきとく）
- 安脚場（あんきゃば）
- 池地（いけじ）
- 生間（いけんま）
- 伊子茂（いこも）
- 請阿室（うけあむろ) - 請島
- 於斉（おさい）- (以下は加計呂麻島
- 押角（おしかく）
- 勝能（かちゆき）
- 花富（けどみ）
- 佐知克（さちゆき）
- 諸数（しょかず）
- 諸鈍（しょどん）
- 勢里（せり）
- 徳浜（とくはま）
- 渡連（どれん）
- 呑之浦（のみのうら）
- 野見山（のみやま）
- 与路（よろ）- 島の宝100景の|涼をよぶサンゴの石垣、がある集落（与路島）

旧実久村 - 加計呂麻島
- 阿多地（あだち）
- 嘉入（かにゅう）
- 木慈（きじ）
- 薩川（さつかわ）
- 実久（さねく）
- 芝（しば）
- 須子茂（すこも）
- 瀬相（せそう）
- 瀬武（せだけ）
- 武名（たけな）
- 知之浦（ちのうら）
- 西阿室（にしあむろ）
- 俵（ひょう）
- 三浦（みうら）

旧西方村 - 奄美大島南西端部
- 阿室釜（あむろがま）
- 久慈（くじ）
- 花天（けてん）
- 管鈍（くだどん）
- 古志（こし）
- 篠川（しのかわ）
- 西古見（にしこみ）

## 歴史

### 近現代
- 1908年（明治42年）4月1日 - 島嶼町村制施行により、焼内間切宇検方及び西間切西方の区域を以て大島郡焼内村が、東間切東方の区域を以て大島郡東方村が、西間切実久方及び東間切渡連方の区域を以て鎮西村がそれぞれ発足。
- 1916年（大正5年）5月20日 - 焼内村から西方村（旧西間切西方）が、鎮西村から実久村（旧西間切実久方）が分立。
- 1936年（昭和11年）4月1日 - 東方村が改称・町制施行し古仁屋町となる
- 1946年（昭和21年）1月28日 - アメリカ合衆国（琉球列島米国民政府）の統治下におかれる。
- 1953年（昭和28年）12月25日 - 奄美大島の日本返還により再び日本国に属する。
- 1956年（昭和31年）9月1日 - 古仁屋町・鎮西村・西方村・実久村が新設合併し、瀬戸内町が発足。
- 1958年（昭和33年）12月27日 - 古仁屋の食料品店付近から出火。北西風に煽られて延焼し、町役場や警察署、郵便局、水産試験場など1547戸が全焼。翌日鎮火。住民約100人が負傷[3]。日米双方から支援物資の提供、搬入が行われた[4]。
- 1976年（昭和51年）9月 - 台風17号による暴風雨のため、同月12日まで嘉鉄地区との連絡が一時途絶状態になる。嘉鉄地区だけでも110戸のうち69戸が大破[5]。
- 2022年（令和4年）1月8日 - 鹿児島県は島内の新型コロナウイルス感染症患者の急増を受けて、5市町村に独自の緊急事態宣言発令を決定。同月11日から24日までの間、飲食店における酒類の提供停止と営業時間短縮を要請[6]。

## 行政

### 行政組織
- 町長：鎌田愛人（かまだなるひと）（2015年6月25日就任、3期目）

### 県の行政機関
- 鹿児島県大島支庁瀬戸内事務所
- 鹿児島県警察：瀬戸内警察署

### 国の機関
- 海上保安庁 第十管区海上保安本部 奄美海上保安部 古仁屋海上保安署
- 防衛省

海上自衛隊奄美基地分遣隊
陸上自衛隊瀬戸内分屯地（奄美駐屯地の分屯地。奄美警備隊普通科中隊、第301地対艦ミサイル中隊等が駐屯。）

## 産業
第一次産業では、就労人口では農業が約半数を占めててもっとも多いが、生産額では水産業が農業を大きく上回る。第二次産業では、製造業の大きな事業所がなく、台風等による道路の改修、家屋の修理などの需要が多いため、建設業が最も盛んである。過去にあった木材チップ工場や黒糖焼酎の工場は閉鎖された。
- 特産品
  - 水産品： カツオ・キハダマグロ・カマスサワラ・イセエビ・ヤコウガイ・マガキガイ・モズク
    - 水産養殖: クロマグロ(出荷量日本一)・カンパチ・シロチョウガイ（白蝶真珠）・マベガイ（マベ真珠）・マダイ・クエ・イシダイ・クルマエビ

  - 農産品: サトウキビ・タンカン・パッションフルーツ・カボチャ・キク
  - 林産品: ソテツ・シイタケ
  - 畜産品: 肉牛
  - 加工食品： 鰹節・薩摩揚げ・きび酢・みき、干ししいたけ、かしゃ餅、あくまき
  - 菓子: 黒砂糖（純黒糖）・黒砂糖かりんとう・型菓子（落雁）
  - 酒類: 奄美黒糖焼酎（製造中止）
  - 工芸品: 大島紬・藍染め

## 地域

### 人口
| |                                          |  |
| 瀬戸内町と全国の年齢別人口分布（2005年） | 瀬戸内町の年齢・男女別人口分布（2005年） |  |
| ■紫色 ― 瀬戸内町 ■緑色 ― 日本全国 | ■青色 ― 男性 ■赤色 ― 女性                |  |
| 瀬戸内町（に相当する地域）の人口の推移 \| 1970年（昭和45年） \| 17,273人 \| \| \| 1975年（昭和50年） \| 15,290人 \| \| \| 1980年（昭和55年） \| 14,309人 \| \| \| 1985年（昭和60年） \| 13,269人 \| \| \| 1990年（平成2年） \| 12,566人 \| \| \| 1995年（平成7年） \| 12,017人 \| \| \| 2000年（平成12年） \| 11,649人 \| \| \| 2005年（平成17年） \| 10,782人 \| \| \| 2010年（平成22年） \| 9,874人 \| \| \| 2015年（平成27年） \| 9,042人 \| \| \| 2020年（令和2年） \| 8,546人 \| \| |                                          |  |
| 総務省統計局 国勢調査より |                                          |  |
| 1970年（昭和45年） | 17,273人                                 |  |
| 1975年（昭和50年） | 15,290人                                 |  |
| 1980年（昭和55年） | 14,309人                                 |  |
| 1985年（昭和60年） | 13,269人                                 |  |
| 1990年（平成2年） | 12,566人                                 |  |
| 1995年（平成7年） | 12,017人                                 |  |
| 2000年（平成12年） | 11,649人                                 |  |
| 2005年（平成17年） | 10,782人                                 |  |
| 2010年（平成22年） | 9,874人                                  |  |
| 2015年（平成27年） | 9,042人                                  |  |
| 2020年（令和2年） | 8,546人                                  |  |

1965年には20,346人いた人口は毎年減少を続けており、町全体でおよそ半減したが、特に加計呂麻島・与路島・請島では人口が1/4から1/5に減少した。また、町内の人口は中心地の古仁屋に集中化を続けているため、集合住宅も多く建設されている。
2016年3月末現在の世帯数は5,202、人口は9,176人。

### 教育

#### 高等学校
- 鹿児島県立古仁屋高等学校

#### 小・中学校
- 瀬戸内町立古仁屋中学校
- 瀬戸内町立薩川中学校（2025年現在休校中）
- 瀬戸内町立古仁屋小学校
- 瀬戸内町立薩川小学校（2025年現在休校中）
- 瀬戸内町立西阿室小学校
- 瀬戸内町立嘉鉄小学校
- 瀬戸内町立阿木名小中学校
- 瀬戸内町立油井小中学校
- 瀬戸内町立諸鈍小中学校
- 瀬戸内町立伊子茂小中学校
- 瀬戸内町立池地小中学校
- 瀬戸内町立与路小中学校
- 瀬戸内町立篠川小中学校

## 交通

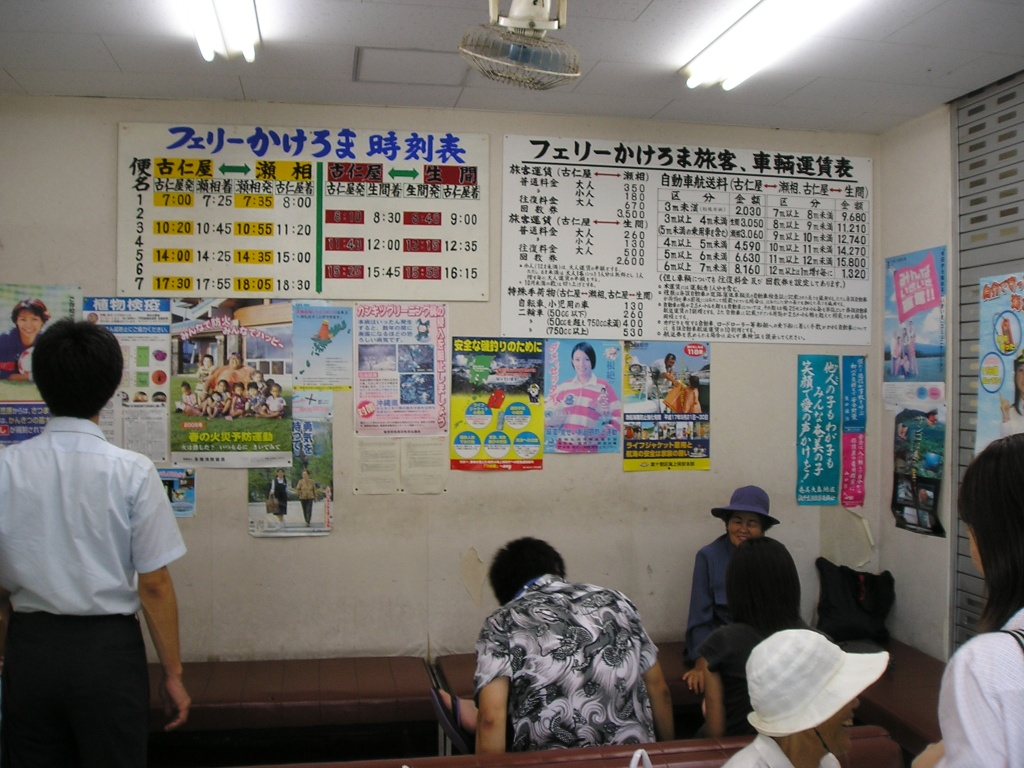
古仁屋港の船客待合所

### 空港
- 最寄り空港は奄美空港（奄美市。役場から73km）しまバスが奄美市名瀬市街経由で瀬戸内町古仁屋のせとうち海の駅との間で定期便を運行(所要時間約1時間50分。およそ1時間半おき)、予約無しで乗車可能。

### 航路
長距離航路の最寄り発着港は古仁屋港。町内では各島を結ぶ町営旅客船・フェリーが運航されている。このほか、海上タクシーもよく利用されている。
- 奄美海運（マルエーフェリー系列）
  - 鹿児島港（本港） - 喜界島（湾港） - 名瀬港 - 古仁屋港 - 徳之島（平土野港） - 沖永良部島（知名港）
- フェリーかけろま（町営）
  - 古仁屋港 - 加計呂麻島（瀬相・生間）
- せとなみ（町営）
  - 古仁屋港 - 請島（請阿室・池地） - 与路島

### バス路線

#### 一般路線バス
- しまバス（旧・道の島交通） - 奄美大島側で運行。名瀬市街地と町域を結ぶ。
- 南部交通（旧・瀬戸内海浜バス） - 奄美大島側で運行。主に町域内を運行する。
- 加計呂麻バス - 加計呂麻島側で運行。

### 道路

#### 一般国道
- 国道58号

#### 県道
主要地方道
- 鹿児島県道79号名瀬瀬戸内線
- 鹿児島県道85号湯湾新村線

一般県道
- 鹿児島県道612号篠川下福線
- 鹿児島県道614号安脚場実久線
- 鹿児島県道626号蘇刈古仁屋線
- 鹿児島県道627号曽津高崎線

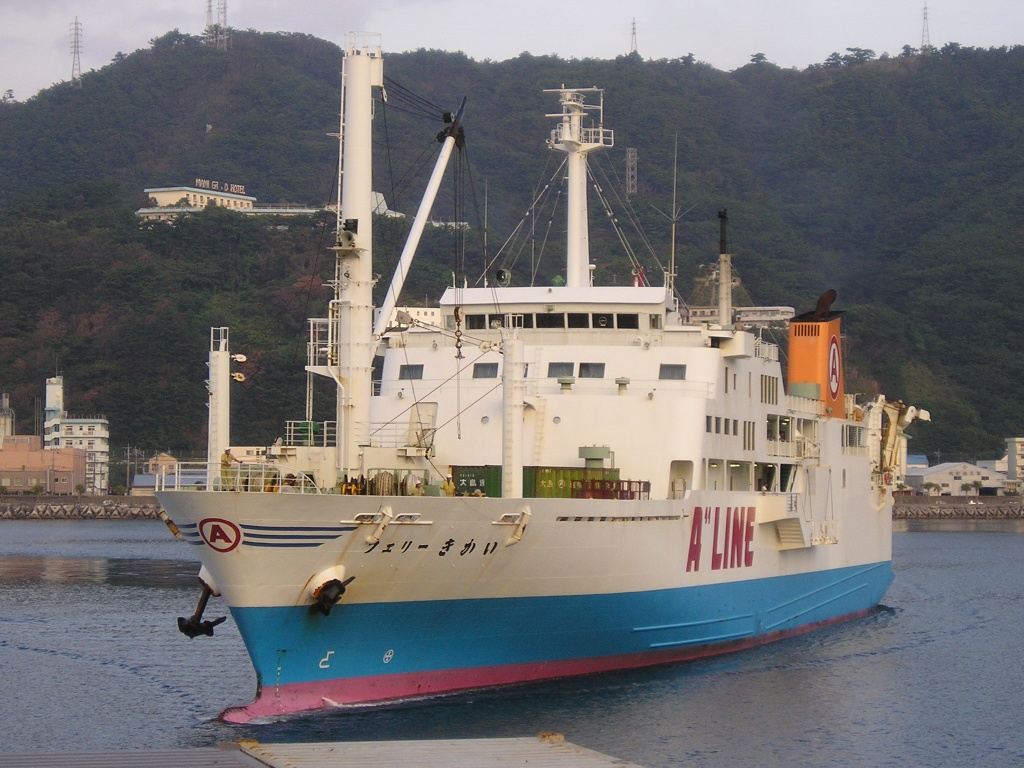
奄美海運「フェリーきかい」
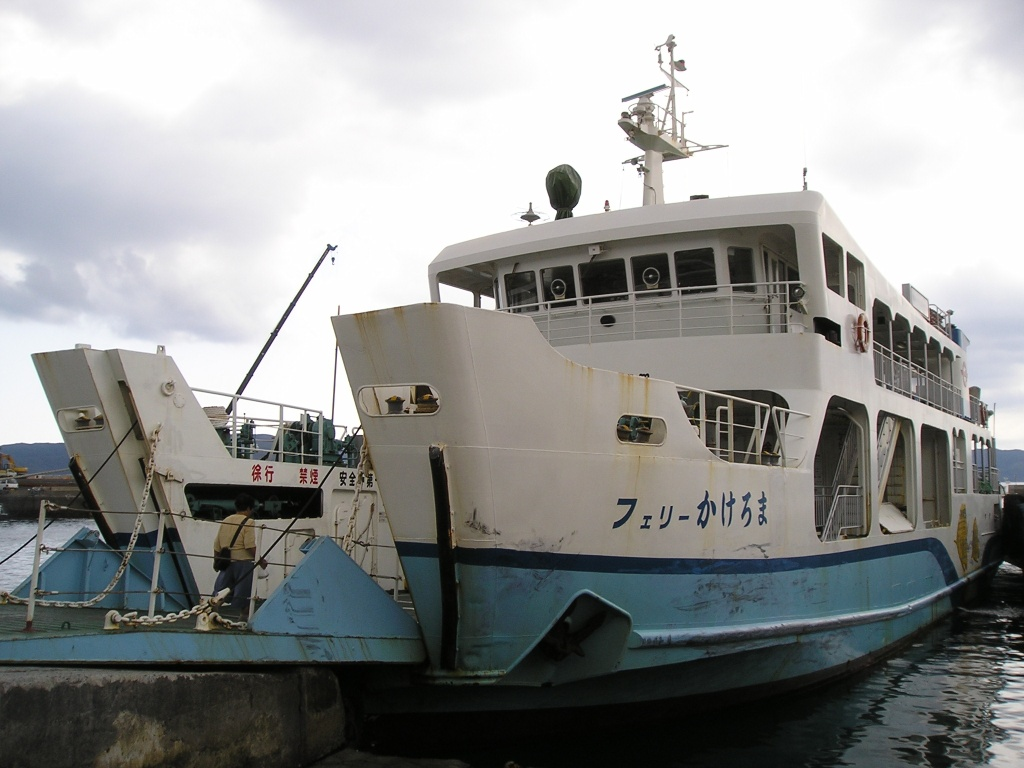
加計呂麻島を結ぶ「フェリーかけろま」
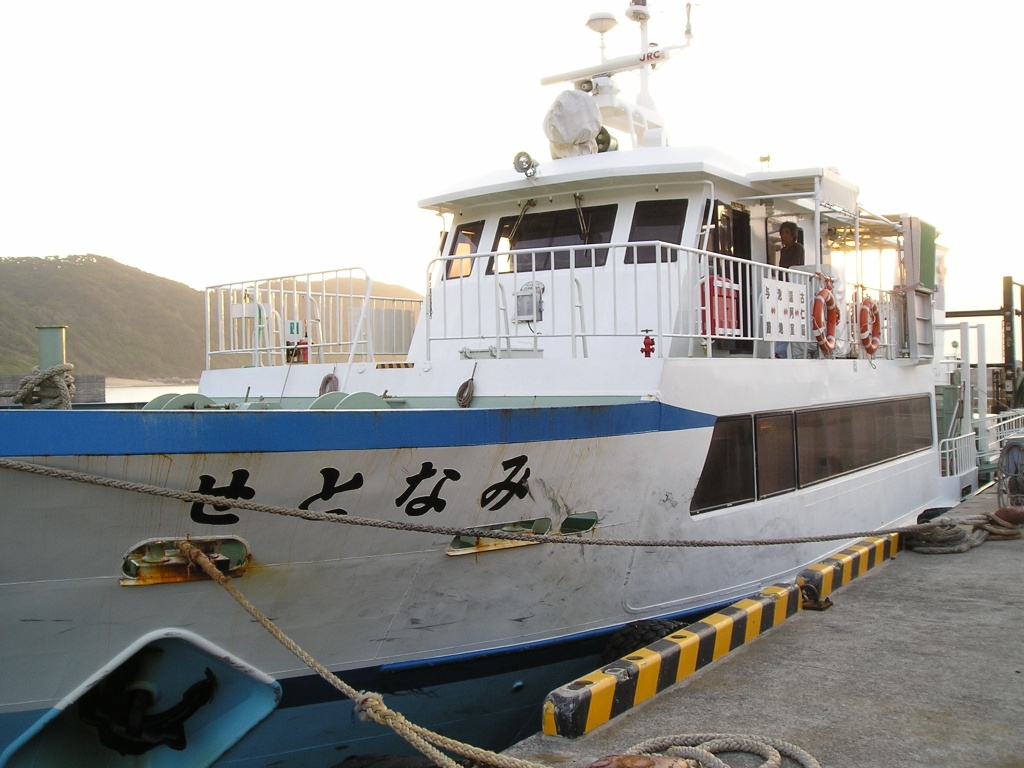
請島・与路島を結ぶ「せとなみ」
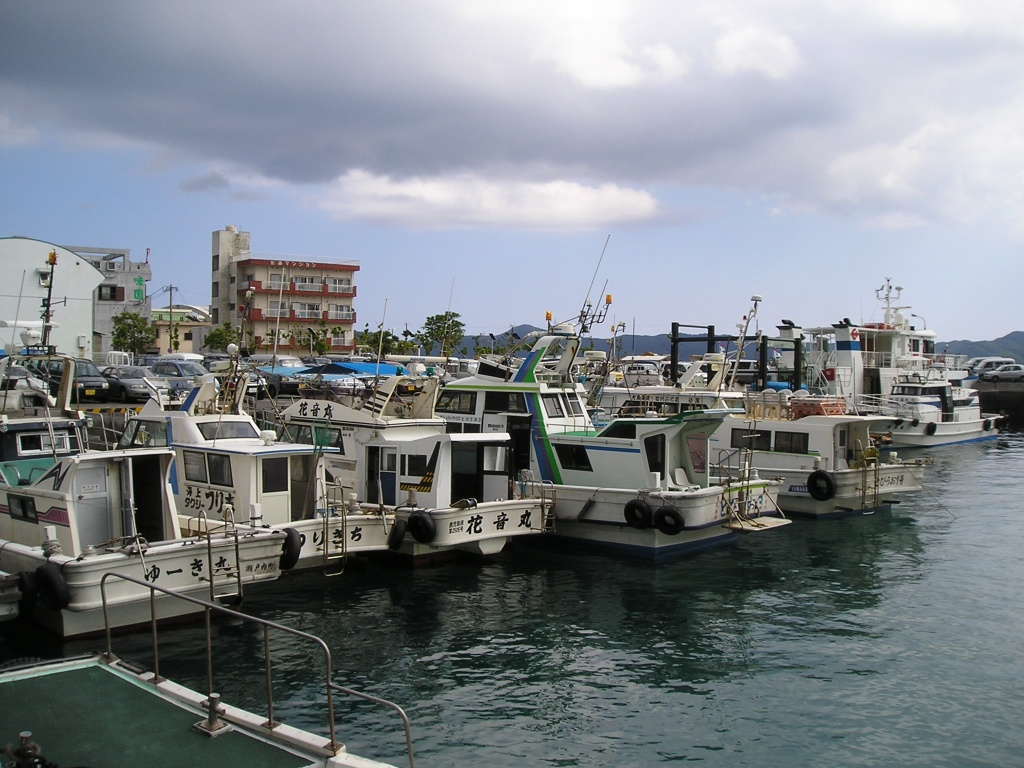
待機中の海上タクシー

## 名所・旧跡・観光スポット
- 水中観光船（マリンビューアー）せと（株式会社カケロマリゾート）
- ホノホシ海岸（引き波で玉石が奇妙な音を立てる）
- ヤドリ浜海水浴場
- 高知山展望台
- 油井岳展望台
- 大島海峡ほか各地の珊瑚礁ダイビングスポット
- 安脚場戦跡（加計呂麻島安脚場）・着弾監視トーチカ跡（西古見）・陸軍弾薬庫跡（手安）
- 奄美戦史模型資料館
- 渡連海岸海水浴場
- 徳浜海岸海水浴場
- 西阿室海岸海水浴場（夕日の名所）
- デイゴ並木（映画『男はつらいよ 寅次郎紅の花』ロケ地）
- 島尾敏雄文学碑
- 嘉徳海岸 - サーフィン適地

## 祭事・催事

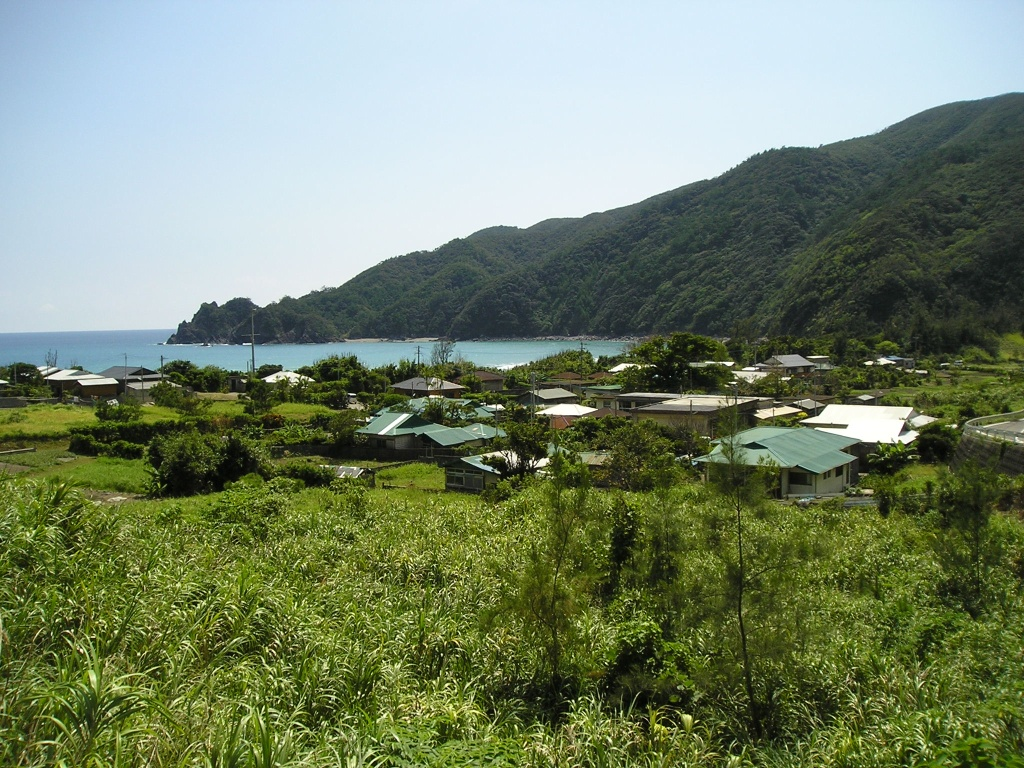
元ちとせの出身地、嘉徳（かとく）集落全景

- 諸鈍シバヤ
- 油井豊年踊り
- 与路船漕ぎ大会 - 5月開催。
- 奄美シーカヤックマラソンin加計呂麻
- 加計呂麻ハーフマラソン

## 瀬戸内町出身の有名人
- 朝崎郁恵（唄者）
- RIKKI（唄者、歌手）
- 元ちとせ（唄者、歌手）
- 沙人（俳優）
- 里朋樹（唄者）
- 里歩寿（唄者）歌手(あゆたーりメンバー)
- 西和美（唄者）
- 島尾ミホ（作家）
- 三島瑞穂（作家、軍事評論家、元アメリカ陸軍曹長（アメリカ陸軍特殊部隊群所属））
- 緑健児（空手家、特定非営利活動法人全世界空手道連盟新極真会代表）
- 明生力（大相撲力士）
- 重ノ海博久（大相撲力士）
- 慶天海孔晴（大相撲力士）
- 春山万太郎（大相撲力士）

### ゆかりの有名人
- 徳永ゆうき（歌手） - 瀬戸内町観光大使。祖父、両親が出身。
- 城南海（歌手） - 瀬戸内町観光大使。小、中学生時代に居住。
- 又吉直樹（漫才師、作家） - 母が出身。
- 永井龍雲（歌手） - 母が出身。久慈に「ルリカケス」歌碑がある。
- 山口智充（タレント）-瀬戸内町観光大使。母が出身。
- 朝原宣治（陸上競技） -  祖父が出身。
- ryuki hajimu（歌手） - 瀬戸内町観光大使。両親が出身。